# Ezequiel Mendes
Ezequiel da Silva Mendes (Rio de Janeiro, 2 de fevereiro de 1913 - Rio de Janeiro, em 21 de outubro de 1993) foi um político brasileiro. O Exerceu o mandato de deputado federal constituinte por Minas Gerais em 1946.
Ao concluir o curso secundário no município de Além Paraíba (MG), foi trabalhar como ferroviário na Estrada de Ferro Leopoldina. Neste emprego, Ezequiel da Silva Mendes foi tesoureiro e, posteriormente, delegado do Sindicato dos Trabalhadores em Empresas Ferroviárias do Rio de Janeiro.
Na eleição presidencial de dezembro de 1945, obteve uma suplência de deputado federal constituinte por Minas Gerais pela legenda do Partido Trabalhista Brasileiro (PTB), efetivado na cadeira em 5 de fevereiro de 1946.
Representando Minas Gerais, Ezequiel da Silva Mendes participou na Assembleia Nacional Constituinte de 1946, que resultou na promulgação da quarta Constituição dos Estados Unidos do Brasil (18 de setembro de 1946).
O deputado permaneceu na Câmara dos Deputados até 31 de janeiro de 1951 e não concorreu à reeleição no pleito de outubro de 1950.
Casado com Albertina Pinto Mendes, com quem teve duas filhas, Ezequiel da Silva Mendes faleceu no Rio de Janeiro em 21 de outubro de 1993.